# مقاطعة كارول (ماريلاند)
مقاطعة كارول (بالإنجليزية: Carroll County, Maryland)‏ هي إحدى مقاطعات ولاية ماريلاند في الولايات المتحدة. تأسست سنة 1837، بلغ عدد سكانها 167134 نسمة في عام 2010 حسب إحصاء مكتب تعداد الولايات المتحدة وتصل الكثافة السكانية فيها 143.7 نسمة/كم2.

## أعلام
- تشارلز إس. سينغلتون
- فرانك براون
- جون ستيوارت سكينر

## وصلات خارجية
- United States Counties